# Dhanus pohli
Dhanus pohli es una especie de arácnido del orden Pseudoscorpionida de la familia Ideoroncidae.

## Distribución geográfica
Se encuentra en la isla de Samhah (Yemen).